# Бялогард
Бялогард (пол. Białogard, нім. Belgard) — місто в північно-західній Польщі. Залізничний вузол, великий елеватор.
На 31 березня 2014 року в місті мешкали 24 660 осіб.

## Демографія
Демографічна структура станом на 31 березня 2011 року:
|          | Загалом | Допрацездатний вік | Працездатний вік | Постпрацездатний вік |
| -------- | ------- | ------------------ | ---------------- | -------------------- |
| Чоловіки | 11893   | 2390               | 8422             | 1081                 |
| Жінки    | 13026   | 2304               | 7723             | 2999                 |
| Разом    | 24919   | 4694               | 16145            | 4080                 |

## Уродженці
- Атамась Володимир Миколайович (1950) — український радянський легкоатлет, бігун на короткі дистанції, учасник XX Олімпійських ігор 1972 року у Мюнхені, чемпіон СРСР.
- Збігнєв Барановський (1991) — польський борець вільного стилю, срібний призер чемпіонату Європи.
- Александр Квасневський (1954) — польський державний і політичний діяч, президент Польщі у 1995—2005.
- Анета Копач (1975) — польська режисерка.
- Каміл Скаскевич (1988) — польський борець вільного стилю, срібний призер чемпіонату Європи.
- Анна Хітро (1956) — польська акторка театру і кіно.